# Parti communiste de Turquie (2001)
Pour les articles homonymes, voir Parti communiste de Turquie.

Ancien logo

Le Parti communiste de Turquie (en turc : Türkiye Komünist Partisi, abrégé TKP) est un parti politique turc communiste fondé en 1993 sous le nom de Parti du pouvoir socialiste (en turc : Sosyalist İktidar Partisi), renommé en 2001, dissous en 2014 et refondé en 2017.

## Historique

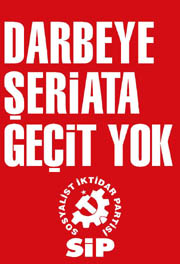
Affiche du parti communiste de Turquie, où il est écrit « Pas de coup d'État, pas de sérialisation ».

En 2014, le parti est dissous à la suite d'une scission ayant eu lieu à l'issue du 12e congrès en avril 2014. Les deux composantes qui en sont issues sont le Parti communiste de Turquie du peuple (HTKP) et le Parti communiste (KP).
Le 22 janvier 2017, un congrès se tient réunissant sept personnalités de la gauche turque, et le parti est refondé avec des communistes indépendants et le Parti communiste, en reprenant son nom historique.
La laïcité représente un principe majeur pour le TKP. Le parti est cependant peu médiatisé et a peu d'influence. Il remporte en 2019 l'élection municipale de Tunceli ; les mesures mises en place afin de promouvoir l'agriculture et les transports publics gratuits rencontrent un franc succès.

## Résultats électoraux

### Élections législatives
| Année | Voix   | %    | Rang | Sièges  |
| ----- | ------ | ---- | ---- | ------- |
| 2002  | 59 180 | 0,19 | 18e  | 0 / 550 |
| 2007  | 79 258 | 0,23 | 11e  | 0 / 550 |
| 2011  | 64 006 | 0,15 | 11e  | 0 / 550 |
| 2023  | 63 509 | 0,12 | 13e  | 0 / 600 |